# Джейкоб Ротшильд
Натаніель Чарльз Джейкоб Ротшильд, 4-й барон Ротшильд (англ. Nathaniel Charles Jacob Rothschild, 4th Baron Rothschild; нар. 29 квітня 1936 року - 26 лютого 2024) — представник династії Ротшильдів, на даний час (з 1990 року) — глава лондонської гілки Ротшильдів. Прапраправнук Натана Маєра Ротшильда.

## Життєпис
Народився в родині Віктора, 3-го барона Ротшильда, і його першої дружини Барбари Джудіт Гатчінсон.

## Родина
У Джейкоба є дві рідні сестри — Сара та Міранда, й дві зведені — Вікторія та Емма — відомий економіст.
У 1961 році Джейкоб одружився з Сереною Мері Данн, в родині народилося четверо дітей:
- Ганна Мері (нар. 1962), у шлюбі Брукфілд
- Бет Матильда (нар. 1964), у шлюбі Томассіні
- Емілі Магда (нар. 1967), у шлюбі Фрімен-Етвуд
- Натаніель Філіп Віктор Джеймс (Нат) (нар. 1971)